# Transvaalska Republika
Ovaj članak govori o bivšoj afričkoj državi. Za današnju državu vidi Južnoafrička Republika; za regiju u kojoj su obje smještene vidi Južna Afrika (regija).
Južnoafrička Republika (nizozemski: Zuid-Afrikaansche Republiek ili ZAR), često neslužbeno poznata kao Transvaalska Republika, bila je nezavisna zemlja u južnoj Africi tijekom druge polovine 19. stoljeća. Ne smije se pomiješati s današnjom zemljom Republikom Južnom Afrikom, jer je za razliku od nje zauzimala područje koje se kasnije nazivalo Južnoafrička provincija Transvaal. JAR je bio nezavisan od 1857. do 1877., te ponovno od 1881. do 1990. nakon uspješne pobune Afrikanera protiv britanske vlasti. Ujedinjeno Kraljevstvo ju je anektiralo godine 1900. tijekom Drugog burskog rata. Prvi predsjednik Južnoafričke Republike bio je Marthinus Wessel Pretorius, izabran 1857. godine.
Za glavni grad je postavljena današnja Pretoria (osnovana 1855.), iako je kratko vrijeme Nelspruit služio kao sjedište vlade. Parlament Volksraad imao je 24 člana.

## Vanjske poveznice
Sestrinski projekti
|  | Zajednički poslužitelj ima još gradiva o temi Transvaalska Republika |